# Jan P. Syse

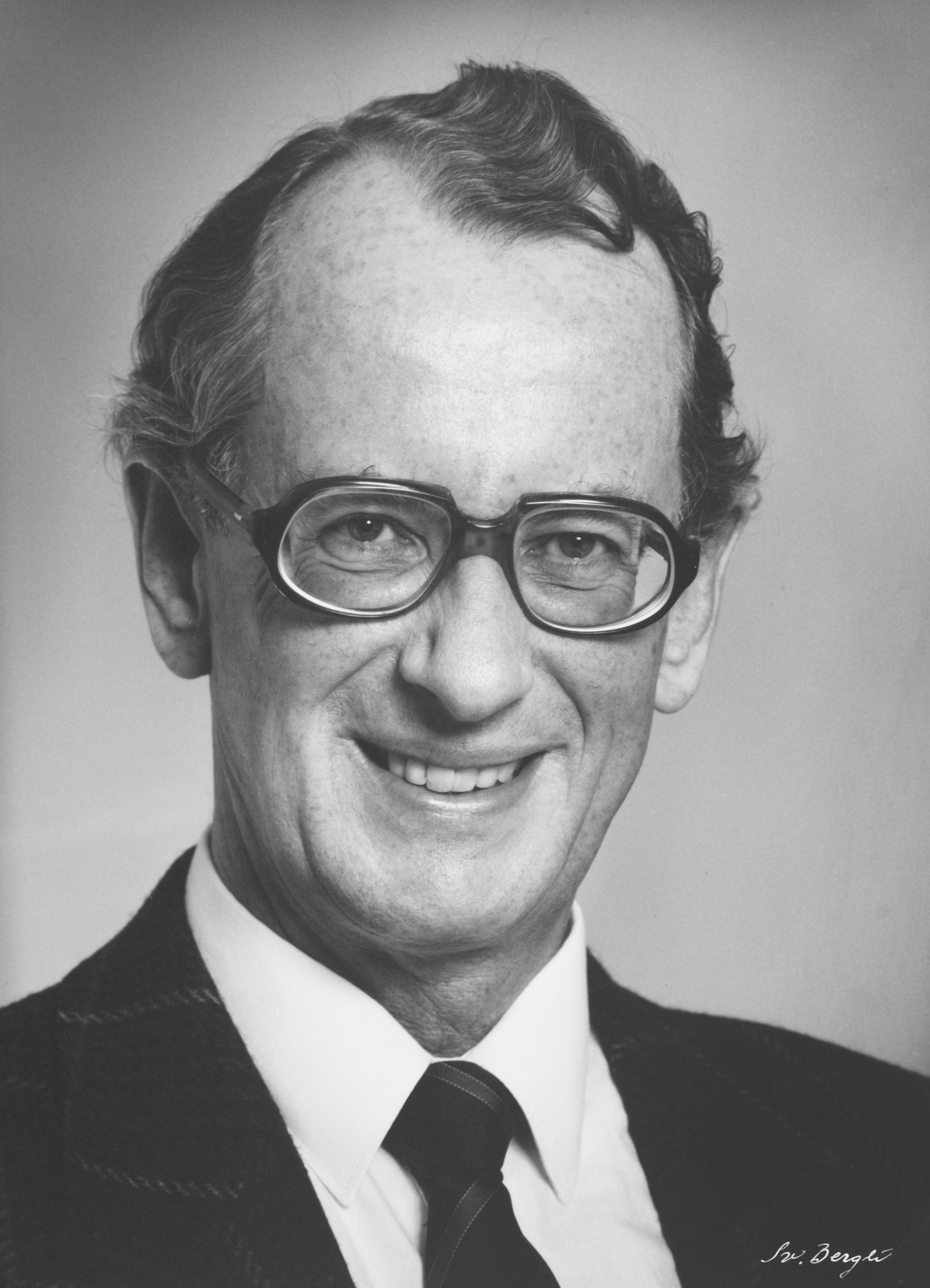
Jan Peder Syse

Jan Peder Syse (25 november 1930 - 17 september 1997), afkomstig van Nøtterøy, was een Noors politicus en lid van de Høyre. Van 1989 tot 1990 was hij Noors premier van een coalitieregering die bestond uit de Conservatieve Partij, de Christelijke Volkspartij en Centrumpartij.
- International Standard Name Identifier: 0000 0000 6720 1262
- KulturNav: 3cffa9b8-7f0b-485e-87ed-d45fdfaba25a
- Library of Congress Control Number: n79088521
- Virtual International Authority File: 93930480
- WorldCat: E39PBJtMmXBVGMRHdPbdhg3CwC